# Mytomani
Mytomani (av grekiskans mýthos, saga, och mani) är en sjuklig benägenhet att ljuga och förvränga verkligheten.
Mytomani innebär att en person ljuger mer eller mindre tvångsmässigt, det vill säga utan att det finns någon tydlig och omedelbar orsak till lögnen. Det händer att en mytoman inte är medveten om att ordet som den precis har uttalat är lögn, utan inser det först när hela meningen är uttalad. Mytomanen hade alltså inte planerat att ljuga, men gör det ändå av ren reflex. Mytomani är i sig självt ingen psykiatrisk diagnos utan ett symtom. Relativt ofta kan mytomanin härledas till personer med låg självkänsla. Ibland till narcissism, paranoia eller schizofreni, ibland till olika tvångssyndrom eller en psykopatisk personlighetsstörning. En mytoman känner ingen skuld inför andra när den ljuger; mytomanen testar om omgivningen tror på lögnerna, även om de egentligen är betydelselösa, och om de väcker gensvar från lyssnarna. Mytomaner kan skapa en myt om sig själva, varifrån de kommer, hur deras uppväxt har varit, hur mycket pengar de har, vad de jobbar med osv. Orsakerna till ljugandet kan vara flera, dels att verka mer intressant, dels att väcka omgivningens medlidande eller för att manipulera ett brottsoffer i en bedrägerisituation etc. En del mytomaner tror själva på sina lögner, andra gör det inte.
Det finns inte mycket forskning om mytomani. Trots att det är relativt vanligt finns det få psykologer eller psykoterapeuter som har gjort större vetenskapliga studier av detta symtom. Det finns ett flertal fallbeskrivningar, men inga sammanställda data. Detta kan bero på att mytomanen saknar sjukdomsinsikt, och därför inte söker hjälp,, men också för att en grundläggande sjukdom är det som primärt behandlas om de kommer till vård, eller för att lögnerna ingår som verktyg bland bedragares redskap.
Vad som händer när en mytomans lögner avslöjas beror på bakomliggande orsaker till beteendet. Avslöjandet kan utlösa våldsutbrott, självdestruktiva, depressiva beteenden eller en axelryckning kombinerat med en ytlig ursäkt.